# Locomotora de Vapor 030-2369
La Locomotora de vapor 030-2369 "Alcantarilla-Lorca 4" és una Locomotora fabricada per l'empresa Sharp & Steward a Manchester a Regne Unit el 1884 i que es troba conservada actualment al Museu del Ferrocarril de Catalunya, amb el número de registre 00010 d'ençà que va hi ingressar el 1981, com una donació de la companyia Compañía de Alcantarilla a Lorca i posteriorment adquirida per Renfe.

## Història
Aquesta locomotora representa a la perfecció el caràcter polivalent i modest de la companyia d'Alcantarilla a Lorca, a la qual va pertànyer originalment. Circulava al llarg de 57 km, dins la línia Múrcia-Granada.
Aquesta companyia necessitava màquines robustes, senzilles i adaptades a tota classe de serveis. Per això, va adquirir aquestes sis locomotores mixtes britàniques. Com la major part de les locomotores britàniques, destaca per les seves línies diàfanes i simples, deixant al descobert només els elements imprescindibles.
En aquest model, excepcionalment, es pot veure sobre la caldera la sorrera, instal·lada en arribar a Alcantarilla i, normalment, oculta en les locomotores britàniques. Després de passar a RENFE va continuar en servei a la seva mateixa zona de procedència, a més de fer-ho a la línia d'Àguilas fins a la meitat dels anys seixanta.

## Conservació
El seu estat de conservació és bo1990-91 restauració integral de xapa i pintura	

## Exposicions
- MOROP, Vilanova i la Geltrú